# Whitney Young
Whitney Moore Young (Contea di Shelby (Kentucky), 31 luglio 1921 – Lagos, 11 marzo 1971) è stato un attivista statunitense per i diritti civili degli afroamericani.
Young ha trascorso la maggior parte della sua carriera lavorando per porre fine alla discriminazione sul posto di lavoro negli Stati Uniti e trasformando la National Urban League da un'organizzazione per i diritti civili relativamente passiva in un'organizzazione molto più aggressiva nel perseguire un accesso equo alle opportunità socioeconomiche. 
Ha contribuito, inoltre, a promuovere la cosiddetta "guerra alla povertà" dichiarata dal Presidente Lyndon Johnson negli anni '60 nel contesto della grande società.

## Biografia

### Primi anni
Il padre, Whitney Moore Young Senior, fu presidente del Lincoln Institute, un collegio per soli neri di Shelby County, mentre la madre Laura era un'insegnante e fu tra le prime donne negli Stati Uniti a ricoprire il ruolo di responsabile di un ufficio postale.
Young conseguì il baccellierato in scienze sociali presso la Kentucky State University nel 1941 e durante la seconda guerra mondiale ricevette una formazione in ingegneria elettrica presso il Massachusetts Institute of Technology. Fu poi assegnato a una squadra di costruzione di strade composta da soldati neri e supervisionata da ufficiali bianchi sudisti. Dopo sole tre settimane, fu promosso da soldato semplice a primo sergente, provocando ostilità da entrambe le parti. Nonostante la tensione, Young riuscì a mediare efficacemente tra i suoi ufficiali bianchi e i soldati neri arrabbiati per il loro pessimo trattamento. Questa situazione lo spinse a intraprendere una carriera nel campo dei contrasti razziali. 

### Il dopoguerra
Dopo la guerra, raggiunse la moglie Margaret all'Università del Minnesota, dove conseguì un master di assistente sociale nel 1947 e fece il volontario per la sezione di Saint Paul della National Urban League. Nel 1949 fu nominato segretario per le relazioni industriali di quella sezione.
Nel 1950, divenne presidente della sezione della National Urban League di Omaha e in questo ruolo contribuì a far assumere lavoratori neri in posti di lavoro precedentemente riservati ai bianchi. Sotto la sua guida, la sezione triplicò il numero di membri paganti. In quegli anni Young insegnò all'Università del Nebraska (dal 1950 al 1954) e alla Creighton University (dal 1951 al 1952).

### La direzione della Urban League
Nel 1961, all'età di 40 anni, con voto unanime del Consiglio di amministrazione, Young divenne direttore esecutivo nazionale della National Urban League. Sotto la sua guida l'organizzazione passò, nel giro di quattro anni, da 38 a 1.600 dipendenti e da un bilancio annuale di 325.000 dollari a uno di 6.100.000 dollari. Young resterà alla guida della Urban League per dieci anni, fino alla sua morte, cambiandola drasticamente. Infatti, la Urban League era tradizionalmente un'organizzazione cauta e moderata, con molti membri bianchi. Young la portò a schierarsi in prima linea nel Movimento per i diritti civili. Egli ne ampliò notevolmente la missione mantenendo il sostegno di influenti leader economici e politici bianchi. In un'intervista rilasciata nel 1964 a Robert Penn Warren per il libro Who Speaks for the Negro? Young spiegò che lo scopo della Urban League non doveva essere l'attivismo di base in sé, ma l'integrazione con le attività di tutte le altre organizzazioni.
Dal 1969 al 1971 fu inoltre presidente della National Association of Social Workers.

### La morte
Nel marzo 1971, Young affogò mentre stava nuotando con alcuni amici a Lagos, in Nigeria, dove si era recato per partecipare a una conferenza sponsorizzata dall'Africa-America Institute, organizzazione di promozione e sviluppo internazionale. L'allora Presidente degli Stati Uniti Richard Nixon inviò un aeroplano in Nigeria per riportare la salma in patria e si recò in Kentucky per pronunciare l'elogio funebre al funerale di Young.